# War of Dragons

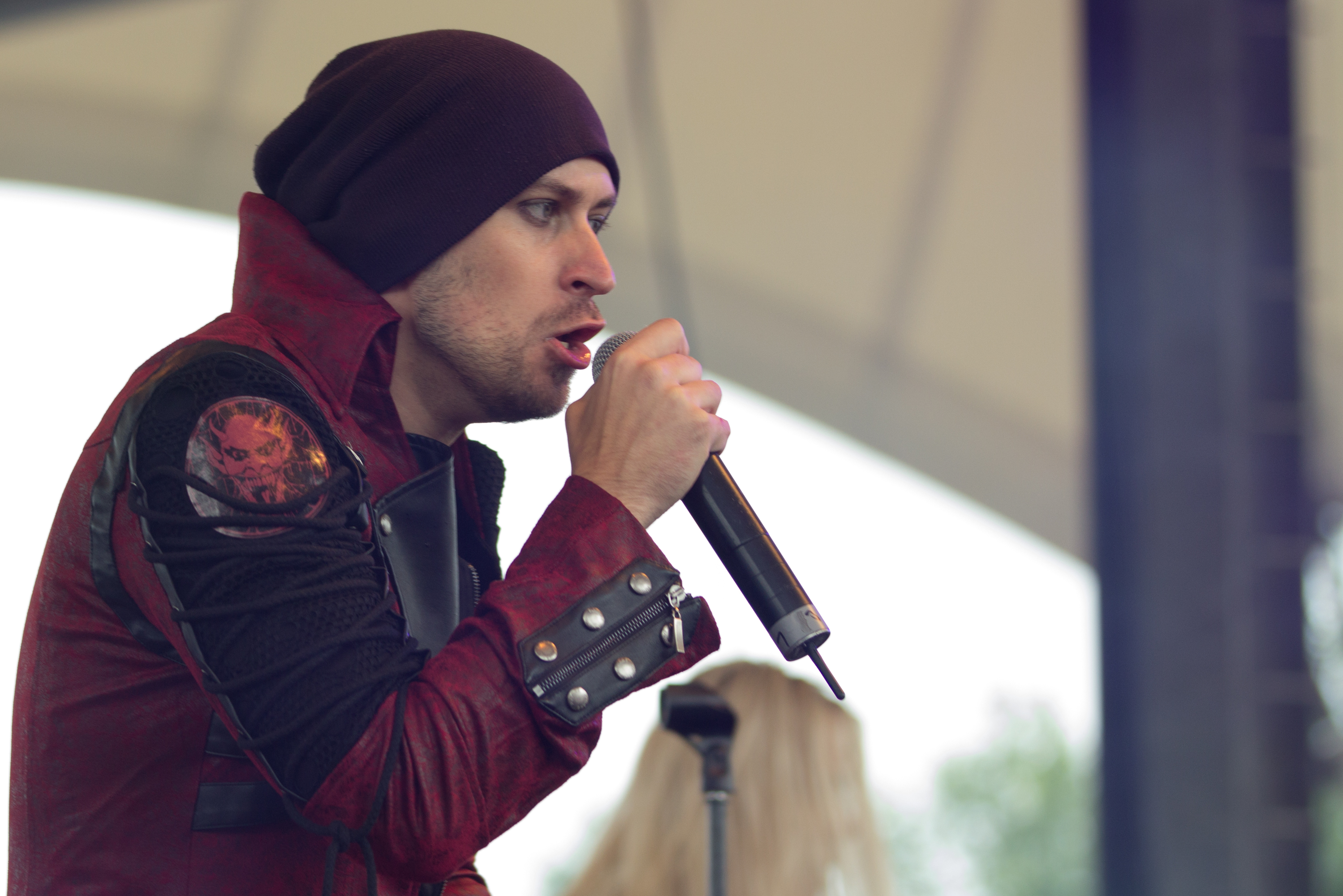
Patrik Johansson během vystoupení s Bloodbound (2015)

War of Dragons je sedmé studiové album švédské powermetalové hudební skupiny Bloodbound. Vyšlo 24. února 2017 u vydavatelství AFM Records.

## O albu
Sedmé studiové album skupiny Bloodbound je podle klávesisty Fredrika Bergha přirozeným pokračováním předchozí desky Stormborn (2014). Na té se kapela částečně zabývala draky a pro War of Dragons se jim rozhodla vyčlenit celé album. Tento nápad pocházel od kytaristy Tomase Olssona a jednou z inspirací byl seriál Hra o trůny. Co se týče zvuku, kapela se na albu chtěla posunout ke stylu, který hrají například Nightwish, Powerwolf nebo Sabaton. Tedy k muzice, ve které jsou zvýrazněné klávesové a orchestrální aranžmá. Zároveň se oproti předchozím deskám změnil také zpěv Patrika Johanssona, který přestal používat „agresivní rejstříky“ a desku nazpíval mnohem čistším hlasem. Jako hostující zpěvačka se na albu podílela Anette Olzon.
Album bylo hudebními kritiky hodnoceno spíše průměrně. Například David Havlena v recenzi pro český magazín Spark napsal, že War of Dragons je „krokem zpět“ a uvedl, že „Bloodbound tak trochu připomínají sámošku v Horní Dolní – máme všechno a nic.“ Havlena na albu vyzdvihl nadprůměrný výkon zpěváka Johanssona a desce nakonec udělil 3 body z 6 možných. V celkovém hodnocení redaktorů Sparku získala nahrávka 3,34 bodů. Laura Vezer, redaktorka hudebního serveru Metal Wani, uvedla, že na albu jsou „hymny, chytlavé melodie a momenty, kde fanoušci mohou sami zpívat a které na desce tohoto typu očekávají.“ Přesto War of Dragons dala pouze 6 bodů z 10 s odůvodněním, že jí na albu „něco chybí.“ To „něco“ se podle ní vyskytuje v pár písničkách, ale zároveň to je neslučitelné se zbytkem alba.
V rámci podpory desky Bloodbound v březnu a dubnu 2017 vystupovali na svém prvním headline turné. Jakou host s nimi jela skupina Crystal Viper a kytarista Thobbe Englund se svojí vlastní kapelou. Englund zároveň vystupoval jako druhý kytarista Bloodbound, jelikož Henrik Olsson nebyl schopen toto turné odjet. Bloodbound na turné zároveň chyběl baskytarista Anders Broman, který zůstal doma kvůli otcovským povinnostem. Zvuk basové kytary byl během živého vystoupení pouštěn z playbacku.

## Seznam skladeb
| Pořadí         | Název                      | Hudba                       | Délka |
| -------------- | -------------------------- | --------------------------- | ----- |
| 1.             | A New Era Begins           | Fredrik Bergh, Tomas Olsson | 0:30  |
| 2.             | Battle in the Sky          | Bergh, Olsson               | 4:24  |
| 3.             | Tears of a Dragonheart     | Bergh, Olsson               | 3:49  |
| 4.             | War of Dragons             | Bergh, Olsson               | 4:08  |
| 5.             | Silver Wings               | Olsson                      | 3:45  |
| 6.             | Stand and Fight            | Patrik Johansson, Olsson    | 3:34  |
| 7.             | King of Swords             | Bergh, Olsson               | 4:06  |
| 8.             | Fallen Heroes              | Johansson, Olsson           | 4:20  |
| 9.             | Guardians at Heaven's Gate | Bergh, Olsson               | 3:42  |
| 10.            | Symphony Satana            | Johansson, Olsson           | 4:57  |
| 11.            | Starfall                   | Bergh, Olsson               | 3:55  |
| 12.            | Dragons Are Forever        | Olsson                      | 3:55  |
| Celková délka: | Celková délka:             | Celková délka:              | 45:05 |

## Obsazení
- Patrik Johansson – zpěv
- Tomas Olsson – kytary
- Fredrik Bergh – klávesy a doprovodné vokály
- Henrik Olsson – doprovodné kytary
- Anders Broman – baskytara
- Pelle Åkerlind – bicí